# 115 ثيرا
115 ثيرا (بالإنجليزية: 115 Thyra)‏، هو كويكب كبير ضمن مجموعة حزام الكويكبات. اكتشفه العالم الأمريكي الكندي جيمس كريغ واتسون في 6 أغسطس 1871. يبلغ متوسط السرعة المدارية له 19.13. ويبلغ ميله المداري 11.595.